# Worsfoldfjellet
Worsfoldfjellet är ett berg i Antarktis. Det ligger i Östantarktis. Norge gör anspråk på området. Toppen på Worsfoldfjellet är 2 300 meter över havet.
Terrängen runt Worsfoldfjellet är kuperad österut, men västerut är den platt. Worsfoldfjellet är den högsta punkten i trakten. Trakten är obefolkad. Det finns inga samhällen i närheten.